# The Gorge Amphitheatre

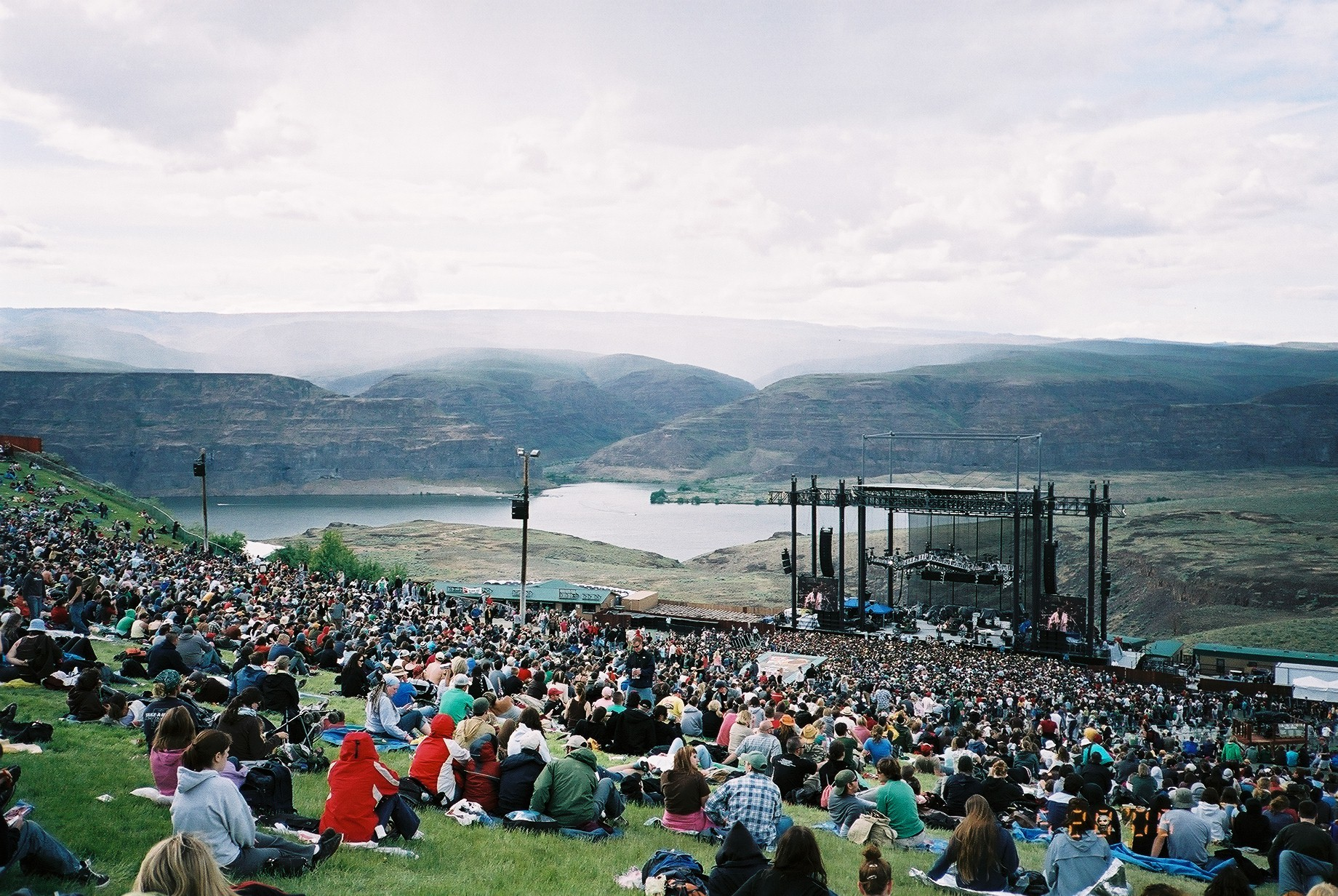
The Gorge Amphitheater durante il Sasquatch! Music Festival del 2006

Il Gorge Amphithetre è un luogo dove vengono spesso organizzati concerti, situato a George, Washington, USA. Il luogo è chiamato così perché è posto vicino alle rive del fiume Columbia; può ospitare 20.000 spettatori ed è considerato uno dei posti più scenici per organizzare concerti. Il luogo è gestito dalla House of Blues.
Il Gorge è conosciuto per le sue spettacolari vedute, sedersi su un "terrazzo verde" e per il tempo chiaro per quasi tutto l'anno. Qui hanno suonato Sting, Bob Dylan, gli Aerosmith, Britney Spears, i Radiohead, i R.E.M., la Dave Matthews Band, Paul Simon, i 311, i Phish, i Pearl Jam, i Nine Inch Nails e molti altri. Annualmente vengono organizzati il Sasquatch! Music Festival e il Vans Warped Tour.
Il Gorge nacque nei primi anni '80, quando Vince Bryan e sua moglie cercavano una terra per coltivare vite. Dopo aver notato la visione spettacolare, ebbero l'idea di organizzare concerti in quell'area e servire agli spettatori vino. I Bryan crearono il Champs de Brionne Winery che poi divenne il Champs de Brionne Music Theatre. Nel 1985 aprì il Music Theatre, il primo concerto fu quello di Jesse Collin Young.
Originariamente, il Gorge era solo un piccolo appezzamento di verde vicino all'ormai defunta Champs de Brionne Winery. L'anfiteatro era relativamente primitivo a quel tempo, con poche attrazioni che oggi i frequentatori di concerti apprezzano. Inizialmente non c'erano nemmeno l'acqua corrente o un tratto d'asfalto per camminare.
Il primo maggiore evento di rock, risale al 1988, quando Bob Dylan suonò lì con Tracy Chapman come supporto. Il concerto fu rovinato da una eccessiva confusione nella sicurezza per via di molte persone ubriache e per problemi di traffico. Quando Dylan suonò di nuovo lì nel 1990 aumentarono i problemi legati all'alcool. Oggi però la situazione è migliorata, a tal punto che Pollstar (una rivista blasonata nel mondo dei concerti) lo ha nominato per il terzo anno di fila come miglior anfiteatro all'aperto.
Nel 2004, la Dave Matthews Band pubblicò un concerto su CD/DVD chiamato The Gorge che documentava la tre giorni del tour della band del 2002. Nel 2007, i Pearl Jam hanno pubblicato un box-set di sette CD, Live at the Gorge 05/06 contenente i tre show (uno del 2005 e due del 2006) tenuti dalla band in questo luogo.